# داني برادلي
داني برادلي (بالإنجليزية: Danny Bradley)‏ هو لاعب كرة قدم أمريكية أمريكي، ولد في 2 مارس 1963 في باين بلاف في الولايات المتحدة.

## وصلات خارجية
- داني برادلي على موقع مرجع كرة القدم المحترفة.كوم (الإنجليزية)